# پیتر کالینسن (کارگردان فیلم)
پیتر کالینسن (انگلیسی: Peter Collinson؛ ۱ آوریل ۱۹۳۶ – ۱۶ دسامبر ۱۹۸۰) یک کارگردان فیلم اهل انگلستان بود. او برای کارگردانی فیلم کسب‌وکار ایتالیایی (۱۹۶۹) شناخته‌شده‌است.

## گزیده فیلم‌شناسی
- پایان روز طولانی (۱۹۶۸)
- کسب‌وکار ایتالیایی (۱۹۶۹)
- دو میهن‌پرست (۱۹۷۰)
- سپس هیچ‌کدام باقی نماندند (۱۹۷۴)
- فصل شکار (۱۹۷۴)
- شاید فردایی در کار نباشد (۱۹۷۸)